# Фламбо дю Сентр
Футбольний клуб «Фламбо дю Сентр» (фр. Flambeau du Centre Football Club) — бурундійський професійний футбольний клуб, який базується в місті Гітега. Клуб був заснований у 2016 році на базі академії зв'язку, та спочатку називався «Академі Ле Мессажер». «Фламбо дю Сентр» проводить домашні матчі на стадіоні «Муїнга» місткістю 10 тисяч глядачів. Клуб грає в Лізі А, найвищому футбольному дивізіоні країні, та в сезоні 2021—2022 років став чемпіоном країни, також «Фламбо дю Сентр» двічі був фіналістом Кубка Бурунді.

## Титули і досягнення
- Чемпіон Бурунді (1): 2021—2022